# Primer gobierno de José María Aznar
El primer gobierno de José María Aznar fue el Gobierno de España entre mayo de 1996 y abril de 2000. José María Aznar fue investido presidente del Gobierno por el Congreso de los Diputados después de que el Partido Popular (PP) ganara las elecciones generales de 1996 con mayoría simple que dieron comienzo a la vi legislatura de España. Aznar logra ser investido presidente con el apoyo de los nacionalistas de PNV (5) y Coalición Canaria (4) y de CiU (16), que presidía Cataluña.
El Gobierno cesó el 12 de marzo de 2000 por la celebración de las elecciones generales. Continuó en funciones hasta el 28 de abril de 2000, día en que tomó posesión el segundo Gobierno de Aznar.

## Historia
El 5 de mayo de 1996, José María Aznar juró el cargo de presidente del Gobierno ante el rey Juan Carlos I. El 6 de mayo de 1996 todos los ministros toman posesión del cargo, conformando el Consejo de Ministros hasta el 27 de abril de 2000.
- El 16 de julio de 1998 Josep Piqué asume el cargo de portavoz del Gobierno, que compagina junto al cargo de Ministro de Industria.[1]

- El gabinete sufre una remodelación el 19 de enero de 1999: Mariano Rajoy ocupa la cartera de Educación, y deja la de Administraciones Públicas, que es ocupada por Ángel Acebes. Javier Arenas abandona el Ministerio de Trabajo para centrarse en el liderazgo del PP de Andalucía.[2]

- El 30 de abril de 1999 Loyola de Palacio dimitió de su cartera para concurrir como cabeza de lista del PP a las elecciones al Parlamento Europeo, lo que obligó a José María Aznar a relevarla al frente del Ministerio de Agricultura.[3]

- El Ministerio de Trabajo se vio también afectado por la dimisión del sustituto de Arenas, Manuel Pimentel, el 19 de febrero de 2000, por discrepancias con la política gubernamental. Le sustituye Juan Carlos Aparicio el 21 de febrero de 2000.[4]

## Composición
| Partido político |               | Partido Popular (PP) |
| Partido político | Independiente |                      |

| i Gobierno de Aznar (1996-2000)                                        |                                                           |                                               |         |
| Cargo                                                                  | Titular                                                   | Titular                                       | Titular |
| Presidente                                                             |                                                           | José María Aznar López                        |         |
| Vicepresidente primero Presidencia Secretario del Consejo de Ministros |                                                           | Francisco Álvarez-Cascos Fernández            |         |
| Vicepresidente segundo Economía y Hacienda                             |                                                           | Rodrigo Rato Figaredo                         |         |
| Asuntos Exteriores                                                     |                                                           | Abel Matutes Juan                             |         |
| Justicia Notaria Mayor del Reino                                       |                                                           | Margarita Mariscal de Gante Mirón             |         |
| Defensa                                                                |                                                           | Eduardo Serra Rexach                          |         |
| Interior                                                               |                                                           | Jaime Mayor Oreja                             |         |
| Fomento                                                                |                                                           | Rafael Arias-Salgado Montalvo                 |         |
| Educación y Cultura                                                    |                                                           | Esperanza Aguirre y Gil de Biedma (1996-1999) |         |
| Educación y Cultura                                                    | Mariano Rajoy Brey (1999-2000)                            |                                               |         |
| Trabajo y Asuntos Sociales                                             |                                                           | Javier Arenas Bocanegra (1996-1999)           |         |
| Trabajo y Asuntos Sociales                                             | Manuel Pimentel Siles (1999-2000)                         |                                               |         |
| Trabajo y Asuntos Sociales                                             | Juan Carlos Aparicio Pérez (2000)                         |                                               |         |
| Industria y Energía                                                    |                                                           | Josep Piqué i Camps, independiente hasta 1999 |         |
| Agricultura, Pesca y Alimentación                                      |                                                           | Loyola de Palacio Vallelersundi (1996-1999)   |         |
| Agricultura, Pesca y Alimentación                                      | Jesús Posada Moreno (1999-2000)                           |                                               |         |
| Sanidad y Consumo                                                      |                                                           | José Manuel Romay Beccaría                    |         |
| Administraciones Públicas                                              |                                                           | Mariano Rajoy Brey (1996-1999)                |         |
| Administraciones Públicas                                              | Ángel Acebes Paniagua (1999-2000)                         |                                               |         |
| Medio Ambiente                                                         |                                                           | Isabel Tocino Biscarolasaga                   |         |
| Portavoz del Gobierno                                                  |                                                           | Miguel Ángel Rodríguez Bajón (1996-1998)      |         |
| Portavoz del Gobierno                                                  | Josep Piqué i Camps (1998-2000), independiente hasta 1999 |                                               |         |

## Procedencia geográfica
| Comunidad autónoma     | Cargo                                        | Titular                     |
| ---------------------- | -------------------------------------------- | --------------------------- |
| Andalucía              | -                                            | -                           |
| Aragón                 | -                                            | -                           |
| Principado de Asturias | -                                            | -                           |
| Cantabria              | Medio Ambiente                               | Isabel Tocino               |
| Castilla y León        | Trabajo y Asuntos Sociales                   | Juan Carlos Aparicio        |
| Castilla y León        | Agricultura, Pesca y Alimentación            | Jesús Posada Moreno         |
| Castilla y León        | Administraciones Públicas                    | Ángel Acebes Paniagua       |
| Castilla-La Mancha     | -                                            | -                           |
| Cataluña               | Industria y Energía y Portavoz               | Josep Piqué i Camps         |
| Extremadura            | -                                            | -                           |
| Galicia                | Educación y Cultura                          | Mariano Rajoy               |
| Galicia                | Sanidad y Consumo                            | José Manuel Romay           |
| Islas Baleares         | Asuntos Exteriores                           | Abel Matutes                |
| Canarias               | -                                            | -                           |
| La Rioja               | -                                            | -                           |
| Comunidad de Madrid    | Presidente                                   | José María Aznar            |
| Comunidad de Madrid    | Vicepresidente primero y Presidencia         | Francisco Álvarez-Cascos    |
| Comunidad de Madrid    | Vicepresidente segundo y Economía y Hacienda | Rodrigo Rato                |
| Comunidad de Madrid    | Justicia                                     | Margarita Mariscal de Gante |
| Comunidad de Madrid    | Defensa                                      | Eduardo Serra               |
| Comunidad de Madrid    | Fomento                                      | Rafael Arias-Salgado        |
| Región de Murcia       | -                                            | -                           |
| Navarra                | -                                            | -                           |
| País Vasco             | Interior                                     | Jaime Mayor                 |
| Comunidad Valenciana   | -                                            | -                           |
| Ceuta                  | -                                            | -                           |
| Melilla                | -                                            | -                           |